# Astylus trifasciatus
El pololo común (Astylus trifasciatus), también llamado chochito, primavera o San Juan naranjo, es una especie de coleóptero polífago de la familia Melyridae, Nativo de Chile y Argentina. Es polinófago y actúa como polinizador. El nombre "pololo" viene del mapudungun pëlulu (revolotear como mosca).
De 1,5 cm de longitud en promedio, posee una coloración anaranjada con manchas negras. El resto del cuerpo es de color negro. Produce un zumbido al volar similar al tábano o coliguacho